# 廣重毅
廣重 毅（ひろしげ つよし、男性、1947年（昭和22年）11月1日 - 2018年（平成30年）4月18日）は、日本の武術家、空手指導者。福岡県出身。極真武道空手連盟極真拳武會創立者、初代会長。段位は九段。

## 来歴
福岡県北九州市出身。1973年6月、25歳の時に極真会館総本部に入門。その後、若獅子寮に入寮し、内弟子（6期生卒業）となる。大山倍達生存中の下では極真会館東京城南支部長の任にあった。
城南川崎支部長時代には、堺貞夫、緑健児（現・新極真会代表）、八巻建弐(現・極真会館（松井派）・総本部師範）、数見肇（現・数見道場）、塚本徳臣（現・新極真会）、岩崎達也（現・沖縄古伝空手剛毅會）、高久昌義（現・錬空武館）、川原奈穂樹（現・新極真会、元ボクサー）など多数の世界・日本王者を育て名伯楽と呼ばれた。
1994年4月、極真空手創始者・大山倍達の死後、松井章圭が館長となった極真会館の関東本部長を務めていたが、2002年12月、極真会館（松井館長派）最高顧問・主席師範（当時）であった盧山初雄と共に、松井体制のあり方に異を唱え離脱。翌年の2003年1月、盧山初雄が興した財団法人極真奨学会 極真空手道連盟極真館に合流し、副館長を務めた。極真館に替わってからも東海林亮介・夏原望・藤井脩祐・藤井将貴など4人の全日本王者を育て上げ、その名伯楽ぶりを発揮している。また、その温厚な人柄を慕う空手家も多い。
近年では、数々のチャンピオンを育て上げた廣重毅という名を後世に残して行きたいとの主旨から、2013年8月、川崎体育館に於いて第1回 廣重道場杯（Hiroshige Dojo Cup）極真空手道選手権大会が開催された。
2017年2月、副館長職を辞任、極真館を自主退会し、新たに 「一般社団法人 極真武道空手連盟 極真拳武會」を設立した。
2018年4月18日永眠。70歳没。

## 著書
- 『極真空手・城南支部 強さの秘密』（格闘技通信Selection）　ベースボールマガジン社、1997年
- 『空手と意拳　若き求道者達へ』　桜の花出版、2002年

### 共著
- 『新大山道場 極真館の夜明け』　盧山初雄との共著、桜の花出版、2003年
- 『王道 極真に生きる　新・武士道のすすめ』　盧山初雄との共著、チクマ秀版社、2004年

## 関連人物
- 大山倍達
- 金子雅弘